# 韦勒采
韦勒采，是匈牙利佩斯州所辖的一个村。总面积20.19平方公里，总人口3601，人口密度178.4人/平方公里（2011年1月1日）。